# Хосе Кордеро Вільєгас
Хосе Кордеро Вільєгас (ісп. José Villegas Cordero; 26 серпня 1844, Севілья — 9 листопада 1921, Мадрид) — іспанський художник, прихильник побутового жанру з національним забарвленням.

## Біографія
Художню майстерність починав опановувати у Хосе Марії Ромеро, а потім в Школі красних мистецтв в місті Севілья під керівництвом Едуардо Кано. В 16 років відбулась його перша художня виставка. 1867 року повернувся в Мадрид, де працював в художній майстерні Федеріко Мадрасо. Постійно відвідував музей Прадо, де старанно копіював твори Дієго Веласкеса, слава якого якраз розгорілася в 19 столітті. На художню уяву молодого художника мала вплив орієнтальна тематика картин Маріано Фортуні (1838—1874), під впливом чого створив подорож у Марокко.

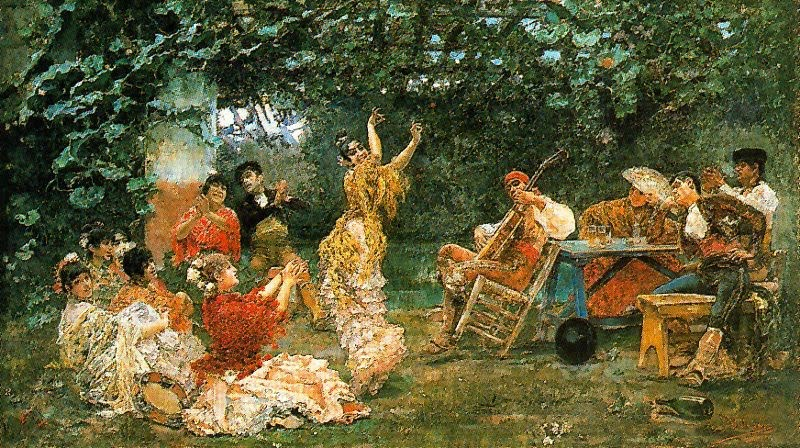
«Андалузький танок», 1893 р.

Наприкінці 1868 року відбув в Рим, де працював в майстерні Росалес. В Римі до художника прийшло перше визнання. В Італії він навертається до побутового жанру, котрий домінуватиме в творчості художника і надалі. Знову ввідвідав Севілью і Марокко в пошуках нових тем. Іноді звертається до створення релігійних образів, як то було під час перебування в Венеції («Шлях Христа на Голгофу»). До митця прийшов фінансовий успіх і частка його робіт придбана багатіями і вивезена в Сполучені Штати.
В 1880–1890-ті роки працює над низкою картин побутового жанру, серед яких і популярна композиція «Смерть матадора» (1884 р.)
1898 року зробив і адміністративну кар'єру, отримав посаду директора іспанської Академії образотворчих мистецтв в Римі. В 1901 году був призначений на посаду директора музею Прадо, після чого переніс власну студію у місто Мадрид.

## Вибрані твори
- «Андалузький танок»
- «Автопортрет»
- «Портрет Едуардо Баррона»
- «Клірики»
- «Шлях Христа на Голгофу»
- «Крамничка взуття»
- «Смерть матадора»

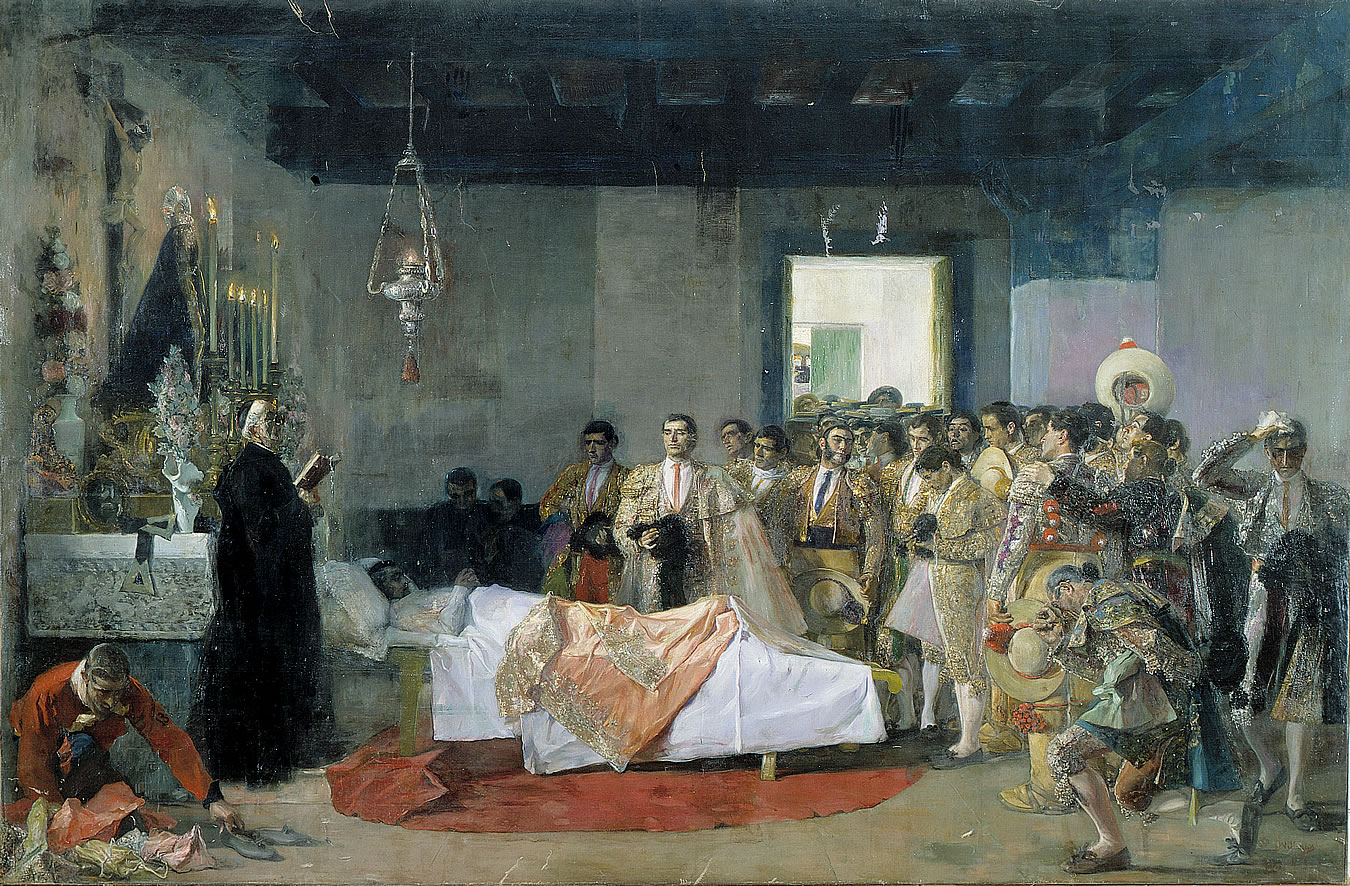
«Смерть матадора», 1884 р.

- серія «Декалог» (10 картин, символізм)